# Ranunculus traunfellneri
Ranunculus traunfellneri je druh rostliny z čeledi pryskyřníkovité (Ranunculaceae).

## Popis
Jedná se o vytrvalou rostlinu dorůstající nejčastěji výšky 5–10 cm s krátkým oddenkem. Lodyha je přímá, zpravidla lysá, rýhovaná, na vrcholu pouze s jedním až třemi květy. Listy jsou střídavé, přízemní jsou krátce řapíkaté, lodyžní jsou s kratšími řapíky až přisedlé. Čepele přízemních listů jsou nejčastěji trojsečné, postranní úkrojky jsou vroubkovaně zubaté. Prostřední úkrojek je na bázi většinou užší než 2 mm a báze čepele je většinou klínovitá. Lodyžní listy jsou v počtu 0–3, nejvyšší pak celokrajný a čárkovitý, všechny listy jsou lysé a matné. Květy jsou bílé, asi 20–25 mm v průměru, květní lůžko je elipsoidní. Kališních lístků je 5, vně jsou lysé. Korunní lístky jsou bílé, je jich 5, někdy více (korunní lístky zmnožené), obsrdčitého tvaru. Kvete v květnu až v srpnu. Plodem je nažka, která je asi 2 mm dlouhá, lysá, na vrcholu se zahnutým zobánkem. Nažky jsou uspořádány do souplodí.

## Rozšíření
Ranunculus traunfellneri je endemitem JV části Alp, roste především v Korutanech a v Julských Alpách ve Slovinsku. Je blízce příbuzný a podobný druhu pryskyřník alpínský (Ranunculus alpinus), někteří autoři ho udávali jen jako jeho poddruh. V České republice neroste.